# Kresnica podnevnica
Kresnica podnevnica je otroška pripoved slovenske mladinske pisateljice Polonce Kovač. Prvič je izšla leta 1983 pri založbi Mladinska knjiga kot del zbirke Velike slikanice z ilustracijami Marlenke Stupica.

## Oznaka likov
V ospredju zgodbice je kresniček Poba, ki ima človeške lastnosti: je radoveden (pokukal je v čričkovo luknjico), čustven (tako zelo mu je bilo všeč, kako gode čriček, da se je od ganjenosti kar razjokal), naiven, nestrpen in poln pričakovanja.
Čriček je prikazan kot svobodni umetnik, za katerega je najpomembnejša glasba, za vse drugo pa mu ni mar. Pri njem je bil velik nered, povsod so se valjale note in nogavice, pod posteljo je stala kahlica. Vsega tega se je zavedal, vedel je, da mora pospraviti, pa vendar ga je vedno znova in znova premagala lenoba. V resnici ga je njegova nepospravljena soba zelo težila, saj je vsakič, ko ga je kdo med spanjem poklical, še v polsnu odgovarjal, da bo sobo že še pospravil.
Nasprotje čričku je bil zlovoljen egoističen polž Hiškar Rogač, ki mu ni bilo mar za vrednote in dejanja drugih, ampak le to, da se je najedel svežih gobanov.

## Vsebina
Zgodba prikazuje razliko med travnikom podnevi in ponoči. Kresniček Poba je nočna žuželka, zato mu je bilo nočno življenje blizu in ga je imel rad. Podnevi je bil travnik popolnoma drugačen. Ob poslušanju čričkove pesmi o belem dnevu se je Poba začel spraševati, ali je ta svet podnevi res tako lep, kakor ga opeva čriček. Iz pripovedi lahko ugotovimo, da ima kresniček dan za nekaj veliko lepšega, kot se kasneje izkaže (to pa se neštetokrat dogaja tudi ljudem, zlasti otrokom). V čričkovi pesmi ni bilo niti besede o pajku in kobilici, ki pa kresničku nista bila prav nič všeč. Pred nesrečo s pajkom ga je obvaroval Zlatokrilček, Poba pa mu je kasneje uslugo vrnil. S tem nam pisateljica sporoča, da je vsako dobro dejanje zagotovo nekoč poplačano, potrebno voljo in moč za življenje pa daje vednost, da si nekomu potreben ter da so tvoja dejanja in zmožnosti koristne tudi drugim. Drugo pomembno sporočilo zgodbe se glasi: vsepovsod je lepo, a najlepše je doma.

## Povezave
Tema zgodbe je zelo podobna temi pravljice Sovica Oka avtorice Svetlane Makarovič